# さすらいの少女ネル
『さすらいの少女ネル』（さすらいのしょうじょネル）は、東京12チャンネル（現・テレビ東京）で放送されたテレビアニメシリーズ『キリン名曲ロマン劇場』作品の最終作。放映期間は1979年10月25日から1980年5月1日まで全26話。
放送時間（JST）は、1979年10月25日〜1980年3月27日は木曜19時30分 - 20時00分だったが、1980年4月17日〜同年5月1日は木曜18時45分 - 19時15分に変わった。
19世紀イギリスの文豪チャールズ・ディケンズの『骨董屋』 (The Old Curiosity Shop) を原作とし、また本原作は日本では児童向けの翻訳である『少女ネルの死』の題名でも出版された。

## あらすじ
19世紀初めのイギリス・ロンドンで骨董店を営んでいた老人トレントは、貧困のために金貸しキルプから金を借りるが、期限までに返すことができなかった。そこで彼は孫娘のネルを連れて、死んだ息子の妻ローザ（ネルの母）と孫息子マリオ（ネルの兄）が住んでいる家に逃げた。しかし、その家には既に誰も住んでいなかった。近くで出会った村人の話では、ローザたちは「パラダイスに行く」という言葉を残してこの家を去ったという。そしてトレントとネルはそのパラダイスを目指して旅を続けることになった。
しかし、その旅は決して平坦なものではなかった。金貸しキルプと彼に雇われている弁護士ブラスがネルたちを執拗に追いかけてくるのである。キルプはトレントに店の明け渡し書にサインをさせるために、ブラスはネルと結婚するためにトレントたちを追い回すのであった。
また、彼らを追う者はキルプ一味だけではなかった。トレントの店で働いていた少年キットと謎の男も、トレントとネルを追っていた。
旅を続けて半年、ネルたちはアイルランドの北部に至った。ここでキルプは海の底に沈み、ブラスも逮捕される。そしてついにネルとトレントはパラダイスにたどり着いた。ようやく母と兄に会えるという喜びで胸がいっぱいになっていたネルだが、ここで衝撃の事実を聞かされ、すぐにネルたちに追いついた謎の男の正体もついに明かされる……。

## 登場人物
ネル
声 - 麻上洋子
本作の主人公。ローザの子で、トレントの孫娘。母から教わった人形作りが得意で、旅先では世話になった人に自作の人形を渡していた。礼として渡していたのだが、彼女には別の目的もあった。母も同じ人形を作るため、これが母を見つけるための手がかりになると考えたからである。体はあまり強いほうではなく、旅の間にも疲労による病を何度か得た。とてもしっかりして大人びているが、人形芝居に夢中になったり、森で出会った同世代の男の子と駆け回ったりして、子どもらしい一面を見せることもあった。母が「パラダイスにいる」という情報を得たとき、トレントは「そんなものはこの世にはない」と信じなかったが、ネルは一貫してそれは実在すると信じ続けた。
トレント
声 - 峰恵研
ネルの父方の祖父。ロンドンで骨董店を営業していた。息子を原因不明の病気で亡くしたことを嫁のローザのせいにし、彼女につらく当たった。ローザはそれに耐えかね、息子のマリオと幼い娘のネルを連れて家を出ようとしたが、トレントはネルだけは置いていくようにと言う。仕方なく彼女はトレントの言うとおりにし、ネルは母と離れ、祖父トレントと暮らすようになった。貧困から抜け出すために悪質な高利貸しのキルプの罠にはまり、最後にはお金を作るためにカードに手を出してしまうが、結局お金は作れず、ネルと共に夜逃げを実行した。ネルに楽をさせようとするためではあるが、カードで大金を得ようとする癖は旅に出てからも治らず、何度もそれへの誘惑が彼を襲った。ネルとの「もうカードはしない」という約束も一度は破ってしまった。しかし以降はきっぱりとカードからは手を切った。ネルを大切に思うあまり疑心暗鬼になり、旅先ではネルの友だちで、かつて自分の店を手伝っていたキットにさえ当たることもあった。
キット
声 - 太田淑子
トレントが経営する骨董店を手伝っていた少年で、ネルの友達。トレントが夜逃げをしてしまったために職を失った彼は、しばらくは別の仕事をしていた。そうした日々を送っていたところ、突如としてマントを身にまとい、ひげを生やした謎の男が彼にまとわりつくようになった。そしてその男はキットを捕まえ、自分について来るようにと命ずる。この謎の男もネルを探しているのであったが、キットはそうとも知らずに彼と旅に出る。
謎の男
声 - 曽我部和行
ネルとトレントが夜逃げをしてからロンドンに現れた男。マントを身にまとい、ひげを生やしている。一見、老人のようだが、キットは彼の声や体つきなどから、次第にそうでないことに気づく。前述したように、キットを強引に連れ出し、ネルたちを追いかける。キルプの一味の者ではないようだが、敵とも味方とも付かないので、トレントには物語の終盤に自ら正体を明かすまで疑われていた。ともに旅を続けたキットでさえも、半信半疑であった。そんな中でネルだけは、この男が自分と深いつながりのある者ではないかと感じていた。
キルプ
声 - 熊倉一雄
ロンドンの高利貸し。キルプ商会の経営者。トレントが金を期日までに返さなかったため、店をはじめとする彼の財産を差し押さえる。ローザがネルに残したオルゴールも差し押さえたが、トレントと夜逃げをする際、ネルはこれをもって逃げた。彼がネルたちをしつこく追いかけまわすのは、これゆえでもある。また、ネルを養女にしたいと考えている。ただ後述するブラスとは違い、キルプの場合はお金が目当てのようである。
ブラス
声 - 八代駿
弁護士。キルプの言いなりになっている。ネルに一目惚れをし、彼女と結婚したいと思っている。ネルのことは「ネルちゃん」と呼ぶ。三十前の男性で、身なりも紳士的だが「～のよ」「～だわ」といった女言葉をよく使う。キルプには頭が上がらないが、手下のジャムとパンに対しては威張る。ネルのこととなると見境がなくなるが、本人は紳士のつもりでいる。
ローザ
声 - 高橋直子
ネルの母。トレントの息子の妻。トレントからは嫌われていた。トレントの息子（ローザの夫）は「わけのわからない病気」で亡くなったのだが、トレントはその事実を受け入れることができず、彼の死をローザのせいにし、つらく当たる。冬のある日、彼女はとうとう耐えかねて、二人の子どもを連れてトレントのもとを去ろうとするが、トレントはこれを認めず、まだ幼いネルは置いていけと言う。ローザは泣く泣く従い、長男のマリオのみを連れて去っていった。
- ナレーター：稲垣美穂子
- 協力：テアトル・エコー

## スタッフ
- 原作：チャールズ・ディケンズ
- 音楽：伊部晴美
- 作画監督：椛島義夫、葛岡博
- キャラクターデザイン：椛島義夫
- チーフディレクター：西牧秀夫
- 監督：土屋啓之助
- 製作：東京12チャンネル、ダックスインターナショナル

## 主題歌・挿入歌
- 『キリン名曲ロマン劇場』共通オープニングテーマ：「神さまおしえて」

作詞：峰健二
作曲：西島三重子
編曲：神保正明
唄：大和田りつこ
（レーベル：ビクター音楽産業）
- オープニングテーマ：「アニーローリー」（スコットランド民謡）

唄：コーラル・エコー
- 『キリン名曲ロマン劇場』共通エンディングテーマ：「すてきな恋人たち」[1]

作詞：峰健二
作曲：西島三重子
編曲：神保正明
唄：大和田りつこ
（レーベル：ビクター音楽産業）

## 各話リスト
| 話数 | サブタイトル           | 脚本     | コンテ     | 演出       | 放送日          |
| ---- | ---------------------- | -------- | ---------- | ---------- | --------------- |
| 1    | 夜明けの脱出           | 藤川桂介 | 西牧秀夫   | 西牧秀夫   | 1979年 10月25日 |
| 2    | パラダイスへ行った母   | 藤川桂介 | 秦泉寺博   | 高須賀勝己 | 11月1日         |
| 3    | 売られたネル           | 藤川桂介 | 西牧秀夫   | 西牧秀夫   | 11月8日         |
| 4    | つかのまのしあわせ     | 藤川桂介 | 藤みねお   | 藤みねお   | 11月15日        |
| 5    | 嵐の一夜               | 朝倉和泉 | 西牧秀夫   | 田代文夫   | 11月22日        |
| 6    | 母の面影               | 朝倉和泉 | 野寺三郎   | 高須賀勝己 | 11月29日        |
| 7    | 鳥になった少年         | 藤川桂介 | 西牧秀夫   | 西牧秀夫   | 12月6日         |
| 8    | 危険な山越え           | 藤川桂介 | 藤みねお   | 藤みねお   | 12月13日        |
| 9    | クリスマスイブの出来事 | 朝倉和泉 | 西久保瑞穂 | 田代文夫   | 12月20日        |
| 10   | 波止場の追跡           | 朝倉和泉 | 野寺三郎   | 高須賀勝己 | 12月27日        |
| 11   | よろこびの船路         | 藤川桂介 | 西牧秀夫   | 西牧秀夫   | 1980年 1月10日  |
| 12   | パラダイスはどこ?      | 藤川桂介 | 藤みねお   | 藤みねお   | 1月17日         |
| 13   | 消えたオルゴール       | 藤川桂介 | 西牧秀夫   | 高須賀勝己 | 1月24日         |
| 14   | つかまったネル         | 藤川桂介 | 藤みねお   | 藤みねお   | 1月31日         |
| 15   | さよなら・おじいちゃん | 藤川桂介 | 西牧秀夫   | 田代文夫   | 2月7日          |
| 16   | キルプのわるだくみ     | 朝倉和泉 | 沢一       | 高須賀勝己 | 2月14日         |
| 17   | 秘密の家のお客さま     | 朝倉和泉 | 藤みねお   | 藤みねお   | 2月21日         |
| 18   | 兄さんがいた?          | 藤川桂介 | 西牧秀夫   | 西牧秀夫   | 2月28日         |
| 19   | 花の女王               | 藤川桂介 | 西牧秀夫   | 田代文夫   | 3月6日          |
| 20   | ジュリエットの恋人     | 藤川桂介 | 西牧秀夫   | 高須賀勝己 | 3月13日         |
| 21   | 古城のゆうれい         | 朝倉和泉 | 藤みねお   | 藤みねお   | 3月20日         |
| 22   | おじいちゃんの秘密     | 朝倉和泉 | 西牧秀夫   | 西牧秀夫   | 3月27日         |
| 23   | 幸運のぼろきれ王子     | 藤川桂介 | 高須賀勝己 | 高須賀勝己 | 4月10日         |
| 24   | 追いつめられたキルプ   | 藤川桂介 | 西牧秀夫   | 高須賀勝己 | 4月17日         |
| 25   | 愛の楽園               | 藤川桂介 | 藤みねお   | 藤みねお   | 4月24日         |
| 26   | 希望の旅立ち           | 藤川桂介 | 西牧秀夫   | 西牧秀夫   | 5月1日          |

## 放送局
| 放送局           | 放送期間                      | 放送曜日 時間                            |
| ---------------- | ----------------------------- | ---------------------------------------- |
| 東京12チャンネル | 1979年10月25日 - 1980年5月1日 | 毎週木曜日 19:30 - 20:00 → 18:45 - 19:15 |

## 備考
作品中のBGMに『グリーンスリーブス』『ロンドン橋』『庭の千草』といったイングランド・スコットランド・アイルランドの有名な民謡が使われている。
株式会社アイ・シー・エフ/コンテンツ事業部（現：株式会社オーベン）より全26話が収録された完全版のDVD-BOXが発売されている｡（会社がコンテンツ事業からの撤退と共に廃盤となっている｡発売日：2005年8月26日　品番：ICDS-013）なお､ 単品のDVDは発売されていない｡